# Barron County
Barron County är ett administrativt område i delstaten Wisconsin, USA. År 2010 hade countyt 45 870 invånare. Den administrativa huvudorten (county seat) är Barron. 

## Geografi
Enligt United States Census Bureau så har countyt en total area på 2 305 km². 2 235 km² av den arean är land och 70 km² är vatten.

### Angränsande countyn
- Washburn County - nord
- Sawyer County - nordost
- Rusk County - öst
- Chippewa County - sydost
- Dunn County - syd
- St. Croix County - sydväst
- Polk County - väst
- Burnett County - nordväst